# Comix Zero
Comix Zero — однокористувацька відеогра яка поєднує елементи жанрів beat 'em up, метроїдванія та roguelike. Події якої розгортаються на сторінках живого коміксу, де кожна панель представляє нову сцену. Жанр гри розробники Bear Games називають «Comixvania».

## Ігровий процес
Гравець керує персонажем Зеро — юнаком із Землі, який потрапляє у фентезійний світ, де панує хаос і жорстокість. Після набуття безсмертя в гравця виникає проблема: кожна його смерть чи поразка призводить до втрати частини спогадів, що впливає на взаємодію з персонажами та розвиток сюжету. Зеро досліджує відкритий світ, бореться з ворогами, розкриває таємниці та намагається зберегти пам'ять і знайти шлях додому.

## Особливості гри
У Comix Zero кожна панель є окремою локацією, а головний герой Зеро стрибає між панелями, пробиваючи їхні межі. Гравець має свободу досліджувати різні області, розкривати таємниці та виконувати завдання. У грі передбачено налаштовування здібностей і спорядження відповідно до індивідуального стилю гри. Можна створювати артефакти, пити зілля зварені з переможених босів, а також виконувати квести від NPC для отримання винагород. Бойова система Comix Zero побудована на продуманій стратегії, де важливо оцінювати слабкі сторони супротивників і комбінувати різні типи атак. Гра містить численні посилання до поп-культури та міфології, а головний герой не стримує своє почуття гумору, що надає грі унікального стилю.

## Розробка та випуск
Comix Zero анонсована українською студією Bear Games яку очолює Харківський Михайло, у серпні 2024 року під час Ukrainian Games Festival 2024 у Steam. Розробники черпають натхнення з темного фентезі початку 2000-х, а також з таких ігор, як Comix Zone, Streets of Rage та сучасних soulslike-проєктів, зокрема Elden Ring. Наразі дата виходу гри ще не оголошена.

## Додаткові джерела

Comix Zero

| У соціальних мережах | Tiktok Twiter threads youtube instagram                |
| Steam                | https://store.steampowered.com/app/3149550/Comix_Zero/ |